# 郫都区
郫都区（ひと-く）は中華人民共和国四川省成都市に位置する市轄区。2016年までは郫県であった。
豆板醤の名産地であり、「郫県豆板醤」（ピーシェントウバンジャン、ひけんトウバンジャン、繁体字: 郫縣豆瓣醬、簡体字: 郫县豆瓣酱）は四川料理における最高級豆板醤として名高い。日本でも中華食材専門店や中華街で入手可能。

## 行政区画
9街道、3鎮を管轄する。
- 街道:郫筒街道、合作街道、西園街道、安徳街道、紅光街道、犀浦街道、徳源街道、安靖街道、団結街道
- 鎮:唐昌鎮、三道堰鎮、友愛鎮